# Lindley, North Yorkshire
Lindley är en by och en civil parish i North Yorkshire i England. Orten har 52 invånare (2001).